# Marija Jezernik
Marija Jezernik (pravo ime Marija Wirgler), slovenska mladinska pisateljica, * 24. december 1879, Novo mesto, Slovenija, † 2. april 1974, Ljubljana.
Marija Wirgler je bila prva akademsko izobražena Slovenka z univezitetno diplomo.

## Življenje
Marija Jezernik se je rodila 24. decembra 1879 v Novem mestu Tomažu in Karolini Wirgler. Družina je sprva živela na Koroškem, nato pa se je preselila v Krško, kjer je Marija preživela svoje otroštvo in dokončala osnovno šolo.
Ključno besedo pri njenem nadaljnjem šolanju je imela babica po materini strani, ki je zanjo izbrala zasebno šolo uršulink v Škofji Loki. Tu je bila tri leta, nato pa jo je oče prešolal k ljubljanskim uršulinkam, ki so bile liberalnejše. Tam je končala učiteljišče ter opravila končni izpit na državnem učiteljišču, vključno z dodatnim izpitom iz francoščine.
Po učiteljski maturi je sprejela prvo službo in bila dve leti pomožna učiteljica na Ljubljanski uršulinski šoli. Poučevala je ročno delo in učenkam med delom pripovedovala pravljice, ki si jih je včasih tudi sama izmislila.
Leta 1901 je zapustila uršulinsko šolo in se vpisala na graško univerzo. Po štirih letih študija je opravila vse izpite iz matematike, fizike in prirodoznanstva ter leta (1906) diplomirala. Zaposlila se je na Mestni višji šoli za dekleta v Ljubljani, kasnejši Ženski realni gimnaziji, kjer je delala vse do leta 1934.
Zanjo je bil prihod v Ljubljano velikega pomena: tu si je našla družbo, pristopila k zmerno feminističnemu Splošnemu ženskemu društvu in telovadnemu društvu Atena, postala tajnica uredništva njegove založbe Belo-modre knjižnice in pozneje soustanoviteljica Dijaške knjižnice v okviru le-tega. Iz ljubezni do francoščine je prevzela mesto knjižničarke ljubljanskega Carcle Français, vse to ob razgibanem delovanju na šoli, kjer je poleg poučevanja skrbela za odrske prireditve, igrice in baletne nastope in bila dvakrat učna prefekta na liceju pridruženem internatu Mladika.
Marija Wirgler je psevdonim Jezernik povzela po dekliškem priimku svoje babice. Umrla je 2. aprila 1974 v ljubljanskem Domu upokojencev na Taboru.

## Delo
Med letoma 1927 in 1939 je napisala sedem mladinskih knjig. Pred tem je objavila nekaj krajših zgodbic pod psevdonimom Marija Jezernik v tedaj izhajajočih revijah. Leta 1927 sta skoraj hkrati izšli knjigi Tri pravljice in slikanica O kresničku, ki je izgubil lučko. Ta slikanica je doživela velik uspeh, zlasti še po tem, ko jo je Radovan Gobec uglasbil in priredil v spevoigro. Sledile so trilogija Medvedov Godrnjavček (govori o poti odraščanja), Princesa Iza (opisuje problem izpostavljenega otroka tujega rodu - Iza je lisička, ki jo sprejmejo medvedi) in knjiga Beli bratec (govori o ptičku albinu, ki si išče prostor v normalni ptičji družini). Princesa Iza in Beli bratec sta bili prevedeni v češčino in postali tamkajšnje šolsko berilo. Vse tri knjige so bile ilustrirane: prvi dve je ilustriral France Podrekar, zadnjo pa Hinko Smrekar. Leta 1937 je skupaj z Vero Strmecki izdala slikanico Zajček Bežek, zajček Skok, ki je nastala kot kritičen odziv na družbeno dogajanje (čas pred drugo svetovno vojno). Zadnje končano in objavljeno delo Jezernikove so 'Vesele uganke, kjer se je prvič lotila rimanega teksta.
Njene figure so zelo prisrčne (npr. lisička Iza, ptiček albin, medvedki ...), pripoved je preprosta in pedagoško nevsiljiva. Opisovala je zanimive dogodivščine živalskih junakov, ki naj bi predvsem zabavale. Rada je imela tudi živali in jih je želela predstaviti tako, da bi se bralcem priljubile in bi jih vzljubili. Tudi gozd ji je bil zelo pri srcu; prikazala ga je kot prebivališče živali in ne kot temno, strašljivo domovanje zlih duhov, coprnic in razbojnikov, kakršnega so otroci takrat spoznavali v pravljicah.

## Spletni viri
- http://www.nezamudi.com/razstave/kje_je_kljuc.html Arhivirano 2009-10-04 na Wayback Machine.
- http://www.enigmatko.com/Klub_kriz1/zgodovina.html
- http://www.fizicarke.fmf.uni-lj.si/Slovenke%20v%20fizikii%20-%20opis.htm
- http://books.google.si/books?id=oFYdZ8JA5z4C&dq=pozabljena+polovica&printsec=frontcover&source=bl&ots=P7uj0as4oz&sig=euL_aHRc78WtEESPmImIIh3DpoQ&hl=sl&sa=X&oi=book_result&resnum=2&ct=result